# 卡尔·迈耶
卡尔·迈耶（英語：Carl Meyer，1981年9月3日—），新西兰男子赛艇运动员。他曾代表新西兰参加世界赛艇锦标赛，获得一枚金牌。他也曾参加2004年和2008年夏季奥林匹克运动会。